# Josh Hamilton (Baseballspieler)
Joshua „Josh“ Holt Hamilton (* 21. Mai 1981 in Raleigh, North Carolina) ist ein ehemaliger US-amerikanischer Baseballspieler. Von 2008 bis 2012 und 2015 spielte er als Outfielder bei den Texas Rangers in der Major League Baseball. In den Saisons 2013–2014 war er für die Los Angeles Angels of Anaheim aktiv.

## Karriere

### Beginn und Drogenprobleme
Hamilton wurde im MLB Draft 1999 in der ersten Runde als erster Spieler überhaupt von den Tampa Bay Devil Rays gewählt. Nach Vertragsunterzeichnung erhielt er einen Bonus von 3,96 Millionen US-Dollar. Er spielte zwei Jahre im Farmsystem der Devil Rays, bevor Verletzungen und vor allem eine Drogenabhängigkeit seine Karriere ab 2001 beinahe beendeten. 2001 spielte er nur in 45 Spielen, 2002 in 56. Zu Beginn der Saison 2003 nahm er nur noch sporadisch am Training seines Teams teil und nahm sich dann für den Rest der Saison aus persönlichen Gründen frei. Eine Teilnahme am Spring Training 2004 wurde durch eine Sperre verhindert, die Hamilton aufgrund eines positiven Drogentests erhielt. Nach weiteren Drogenzwischenfällen wurde die Sperre mehrfach verlängert. Zwischen 2004 und 2006 spielte Hamilton kein Baseball.

### Neubeginn 2006 und 2007
Erst im Juni 2006 erlaubte die MLB Hamilton, mit den Minor-League-Spielern der Devil Rays zu trainieren. Ende Juni 2006 erhielt er eine Spielerlaubnis für die Minor Leagues.
Da Hamilton nicht zum 40-Mann-Roster der Devil Rays gehörte, wurde er 2006 im Rule-5-Draft von den Chicago Cubs gewählt, die ihn sofort zu den Cincinnati Reds transferierten. Dort wurde er nach guten Leistungen im Spring Training ins 25-Mann-Roster aufgenommen und hatte am 2. April 2007 sein Debüt in der MLB. Nach Schluss der Saison transferierten die Reds Hamilton zu den Texas Rangers.

### Texas Rangers

#### Seit 2008
Nach sehr gut verlaufenem Spring Training erhielt Hamilton bei den Rangers einen Platz in der Startaufstellung als Outfielder. Für seine Leistungen während der Saison wurde er im April und Mai 2007 als AL Player of the Month ausgezeichnet. Seine guten Leistungen hielten an und er wurde in das AL All-Star Team gewählt. 2009 wurde er trotz einer Verletzung wieder in das All-Star Team gewählt.
In der Saison 2010 wurde Hamilton mit einem Batting Average von .359 Batting Champion der AL und erneut ins All-Star Team berufen. Für seine sehr guten Leistungen während der regulären Saison wurde er mit dem Most Valuable Player Award der AL ausgezeichnet. In der Postseason spielte er in der ALCS 2010 gegen die New York Yankees und erhielt auch hier den Most Valuable Player Award. Für seine Offensivleistungen während der gesamten Saison im Outfield wurde ihm zum zweiten Mal ein Silver Slugger Award verliehen. Er gewann außerdem den Sporting News Player of the Year Award, der von 326 Spielern der Major League an den besten Spieler der gesamten MLB verliehen wird.

#### 2012
Nachdem Hamilton mit den Texas Rangers in der Vorsaison abermals in der World Series unterlag, kam es zu Beginn des Jahres 2012 erneut zu einem Alkohol-Zwischenfall. Hamilton entschuldigte sich für diesen öffentlich in einer Pressekonferenz und wurde daher von der Liga nicht gesperrt.
Nach einem mäßigen Spring-Training, verhalf Hamilton seinem Team in der regulären Saison zu einem sehr guten Start. In den Monaten April und Mai wurde er jeweils zum Spieler des Monats der American League ernannt. Am 8. Mai 2012 schlug Hamilton in der Partie bei den Baltimore Orioles vier Home Runs in einem einzigen Spiel. Er war damit erst der 16. Spieler in der über 140-jährigen Geschichte der MLB, dem dieses Kunststück gelang. Hamilton wurde in dieser Saison wieder in das Allstar-Team der American League gewählt. Er erhielt in der Wahl 11.073.744 Stimmen, die meisten, die ein Spieler in der Geschichte des Allstar-Spiels bekommen hat. Dennoch nahm die Saison für Hamilton ein eher nüchternes Ende. Seine 43 Home Runs waren zwar die zweitbeste Leistung der Saison 2012, doch konnten sich die Texas Rangers nach zwei World-Series-Niederlagen in den Vorjahren in diesem Jahr nicht für die AL Division Series qualifizieren. Dabei hatte man am 30. Juni noch 13 Spiele Vorsprung auf den zweiten der AL West. Sechs Spiele vor Ende der Saison waren es immer noch vier Spiele Vorsprung. Trotzdem zogen die Oakland Athletics am letzten Spieltag noch an den Rangers vorbei. Texas verlor dann noch das Wild-Card-Spiel gegen die Baltimore Orioles mit 5:1. Nach diesem Kollaps wurde insbesondere an Hamilton herbe Einzelkritik geübt. In der entscheidenden Phase der Saison verpasste er eine Reihe von Spielen durch selbstverschuldete Augen- bzw. Sichtprobleme, die offenbar von seinem überdurchschnittlichen Konsum an Energy-Drinks verursacht wurden. Außerdem ließ er am entscheidenden letzten Spieltag einen routinemäßigen Flyball fallen, was zu einem Run für die Oakland Athletics führte. Dieser Moment wurde im Nachhinein als eine spielentscheidende Wendung gesehen. Bereits kurz nach Ende der Saison einigten sich die Texas Rangers und Josh Hamilton darauf, dass er sich zunächst am Markt umsehen werde, bevor die Rangers ein neues Vertragsangebot machen würden.

### Los Angeles Angels
Nachdem Hamiltons Vertrag bei den Texas Rangers ausgelaufen war, wurde am 15. Dezember 2012 offiziell bekanntgegeben, dass sich die Los Angeles Angels und Josh Hamilton über einen neuen 5-Jahres-Vertrag über 125 Millionen US-$ einig geworden sind.
Hamilton spielte zwei Jahre für die Los Angeles Angels. Im Februar 2015 unterzog sich Hamilton einer Schulteroperation. Während seiner Erholungsphase wurde bekannt, dass er einen Rückfall in seine Drogensucht erlitt, welchen er freiwillig bei der MLB anzeigte. Aufgrund dieser Selbstanzeige entschied ein externer Gutachter, dass Josh Hamilton die Drogen- und Dopingrichtlinien der MLB nicht verletzt habe und aufgrund dessen auch nicht gesperrt werden dürfe. Trotzdem deutete Arte Moreno, Besitzer der Los Angeles Angels, in Gesprächen mit Journalisten an, dass Hamilton nicht mehr für die Angels spielen würde. Weiterhin wurden alle Produkte, welche Hamiltons Namen trugen, aus dem Fanshop entfernt. Obwohl die Spielergewerkschaft und einige Mitspieler Hamilton verteidigten wurde bekannt, dass die Angels Hamilton transferieren wollten.

### Texas Rangers

#### 2015
So wechselte Josh Hamilton zu Beginn der Saison 2015 zurück zu den Texas Rangers. Nach einer kurzen Aufbauphase bei den Minor League Teams der Texas Rangers kehrte Hamilton am 25. Mai zurück in die Startaufstellung der Rangers und erreichte mit ihnen die Playoffs.

#### Karriereende
Josh Hamilton begann die Saison 2016 auf der Disabled List. Kurz nach Saisonbeginn würde bekannt gegeben, dass er die gesamte Saison wegen einer Knieoperation verpassen würde. Im Jahr darauf gab es Überlegungen Hamilton als First Baseman einzusetzen. Nach weiteren Verletzungen und Operationen an beiden Knien entließen die Rangers Hamilton. Woraufhin er seine Karriere beendete.

## Privatleben
Hamilton ist seit 2004 verheiratet und hat mit seiner Frau Katie zwei Töchter.

## Belege
1. 1 2 3 4  USATODAY.com – Hamilton on the comeback trail. In: usatoday.com. Abgerufen am 23. Oktober 2010.
2. ↑  Ex-Rays prospect Hamilton picked in Rule 5 draft – MLB – ESPN. In: sports.espn.go.com. Abgerufen am 23. Oktober 2010.
3. ↑  Sports: Reds' Hamilton to start in majors. In: sptimes.com. Abgerufen am 23. Oktober 2010.
4. 1 2  Reds trade Josh Hamilton to Rangers – USATODAY.com. In: usatoday.com. Abgerufen am 23. Oktober 2010.
5. 1 2  Rangers send four to All-Star Game. In: mlb.mlb.com. MLB.com: News, abgerufen am 23. Oktober 2010.
6. ↑  July 13, 2010 All-Star Game Play-By-Play and Box Score – Baseball-Reference.com. In: baseball-reference.com. Abgerufen am 23. Oktober 2010.
7. ↑  Hamilton deemed to be AL's Most Valuable. In: MLB.com: News. mlb.mlb.com, archiviert vom Original am 16. August 2014; abgerufen am 24. November 2010.  Info: Der Archivlink wurde automatisch eingesetzt und noch nicht geprüft. Bitte prüfe Original- und Archivlink gemäß Anleitung und entferne dann diesen Hinweis.
8. ↑  Hamilton wraps up ALCS with MVP honors. In: mlb.mlb.com. texasrangers.com: News, archiviert vom Original am 27. Oktober 2010; abgerufen am 23. Oktober 2010.  Info: Der Archivlink wurde automatisch eingesetzt und noch nicht geprüft. Bitte prüfe Original- und Archivlink gemäß Anleitung und entferne dann diesen Hinweis.
9. ↑  Silver Slugger winners not your usual suspects. In: mlb.mlb.com. MLB.com: News, abgerufen am 12. November 2010.
10. ↑  Rangers' Josh Hamilton named Sporting News' Player of the Year. In: sportingnews.com. Abgerufen am 19. August 2021.
11. ↑  Josh Hamilton headed to Angels. Abgerufen am 15. August 2020 (englisch).
12. ↑  Angels OF Josh Hamilton will not be suspended by MLB. Abgerufen am 15. August 2020 (englisch).
13. ↑  Angels’ treatment of Josh Hamilton felt by players. Abgerufen am 15. August 2020 (englisch).
14. ↑  Reports: Los Angeles Angels agree to trade Josh Hamilton to Texas Rangers. Abgerufen am 15. August 2020 (englisch).
15. ↑  Rangers GM: Bringing back Josh Hamilton was an 'easy decision'. Abgerufen am 15. August 2020 (englisch).
16. ↑  Rangers outfielder Josh Hamilton out for season after knee surgery. Abgerufen am 15. August 2020 (englisch).
17. ↑  Rangers, Hamilton part ways after new injury. Abgerufen am 15. August 2020 (englisch).

| Personendaten    | Personendaten                              |
| ---------------- | ------------------------------------------ |
| NAME             | Hamilton, Josh                             |
| ALTERNATIVNAMEN  | Hamilton, Joshua Holt (vollständiger Name) |
| KURZBESCHREIBUNG | US-amerikanischer Baseballspieler          |
| GEBURTSDATUM     | 21. Mai 1981                               |
| GEBURTSORT       | Raleigh, North Carolina                    |